# Minami Tanaka
Minami Tanaka (田中 美海?, Tanaka Minami) (Prefettura di Kanagawa, 22 gennaio 1996) è una doppiatrice giapponese.
Il 22 novembre 2023 ha annunciato il suo matrimonio.

## Doppiaggio

### Serie televisive d'animazione
- Minami Katayama in Wake Up, Girls! (2014)
- Hana N. Fountainstand in Hanayamata (2014)
- Non Manaka, Junon, Pinon, Kanon, Kotone, Nodoka in PriPara (2014)
- Hinata Okano in Assassination Classroom (2015)
- Mobami, Princess Kirara in Hacka Doll (2015)
- Agari Kamiya in Scorching Ping Pong Girls (2016)
- Usagi Tsukishita in Keijo!!!!!!!! (2016)
- Junko Heki in High School Fleet (2016)
- Lily Hoshikawa in Zombie Land Saga (2018)
- Suzuna Kagura in Caligula (2018)
- Ran-Ran Oneechan in Un calcio volante al mio demonio (2020)
- Thomas in Il trenino Thomas - Grandi avventure insieme (2021-2023)
- Shalsha in I've Been Killing Slimes for 300 Years and Maxed Out My Level (2021)[2]
- Pursena Adoldia in Mushoku Tensei - Jobless Reincarnation (2023)
- Teltina Liz Wagrel Alvarost in The Red Ranger Becomes an Adventurer in Another World (2025)

### Videogiochi
- Nitocris, Valkyrie Ortlinde in Fate/Grand Order (2016)
- SVD, Serdyukov, Type 79 in Girls' Frontline (2016)
- Linaria in Granblue Fantasy (2016)
- Nanami in Punishing: Gray Raven (2019)
- April in Arknights (2020)
- Hotori Yuzuki in Magia Record: Puella Magi Madoka Magica Side Story (2020)
- Tendou Aris in Blue Archive (2021)
- Rover in Wuthering Waves (2024)